# Žalec (gemeente)
Žalec (Duits: Sachsenfeld) is een gemeente in de Sloveense regio Savinjska en telt 20.335 inwoners (2002).

## Plaatsen in de gemeente
Arja vas, Brnica, Dobriša vas, Drešinja vas, Galicija, Gotovlje, Griže, Hramše, Kale, Kasaze, Levec, Liboje, Ložnica pri Žalcu, Mala Pirešica, Migojnice, Novo Celje, Pernovo, Petrovče, Podkraj, Podlog v Savinjski Dolini, Podvin, Pongrac, Ponikva pri Žalcu, Ruše, Spodnje Grušovlje, Spodnje Roje, Studence, Šempeter v Savinjki dolini, Velika Pirešica, Vrbje, Zabukovica, Zalog pri Šempetru, Zaloška Gorica, Zavrh pri Galiciji, Zgornje Grušovlje, Zgornje Roje, Žalec, Železno
Bistrica ob Sotli · Braslovče · Celje · Dobje · Dobrna · Gornji Grad · Kozje · Laško · Ljubno · Luče · Mozirje · Nazarje · Podčetrtek · Polzela · Prebold · Radeče · Rečica ob Savinji · Rogaška Slatina · Rogatec · Šentjur pri Celju · Slovenske Konjice · Šmarje pri Jelšah · Šmartno ob Paki · Solčava · Šoštanj · Štore · Tabor · Velenje · Vitanje · Vojnik · Vransko · Žalec · Zreče